# Emissão otoacústica

Anatomia da orelha humana

Emissão otoacústica (EOA) é a energia mecânica produzida pelas contração rápida das células ciliadas externas (CCE) presentes na cóclea, componente da orelha interna. Prevista porThomas Gold em 1948, sua existência foi comprovada experimentalmente por David Kemp em 1978 e, desde então, as emissões otoacústicas tem demonstrado surgir por meio de diferentes atividades celulares e mecânicas na orelha interna.
Estudos apontam que as EOA desaparecem quando ocorrem danos na orelha interna; e por este motivo as EOAs são frequentemente usadas no laboratório e na clínica como uma medida da saúde da orelha interna.
De um modo geral, existem dois tipos de emissões otoacústicas: emissões otoacústicas espontâneas e emissões otoacústicas evocadas. As emissões otoacústicas espontâneas ocorrem sem estímulo, sendo que esta, não está presente em todas as orelhas com CCE íntegras. Já as emissões otoacústicas evocadas são decorrentes a partir da apresentação de um estímulo, e são classificadas em função do estímulo apresentado (estímulo transiente, de frequências ou produto de distorção).
O exame de Emissões Otoacústicas consiste em um método objetivo, rápido e não invasivo que pode ser realizado em pessoas de qualquer idade, a partir do posicionamento de uma sonda que gera estímulos no conduto auditivo externo.

## História
As emissões otoacústicas foram observadas, pela primeira vez, pelo inglês David Kemp no ano de 1978, onde ele as definiu como a liberação de uma energia sonora originária da cóclea, que passa pela orelha média, até o conduto auditivo externo. Em seus estudos, pôde demonstrar que as EOAs estão presentes em todos os ouvidos funcionalmente normais e que deixam de ser detectadas acima de limiares entre 20 a 30 dB.

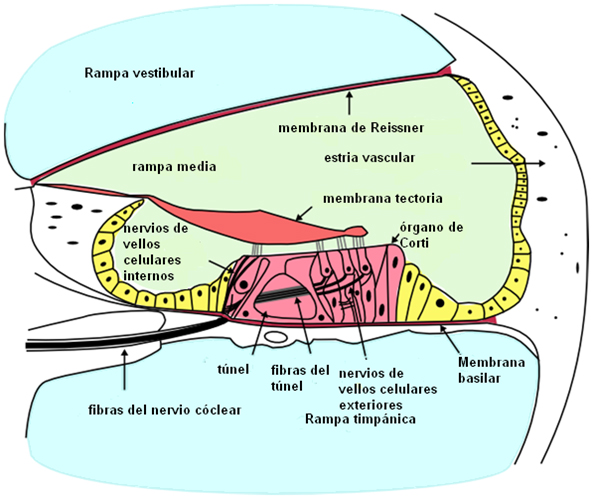
Anatomia da Cóclea: visualização das estruturas responsáveis pelas emissões otoacústicas

De acordo com Probst, em 1990,  a cóclea não é só capaz de receber sons, mas também de produzir energia acústica, um fenômeno relacionado com o processo de micromecânica coclear, além do fato de que as EOAS, ao serem geradas na cóclea, sugere que nesta encontre-se um componente mecanicamente ativo, acoplado à membrana basilar, por meio do qual ocorre o processo reverso de transdução de energia sonora, função esta atribuída às células ciliadas externas e controlada pelas vias auditivas eferentes.

## Mecanismo de ocorrência
Os EOAs são relacionadas à função de amplificação da cóclea. Na ausência de estimulação externa, a atividade do amplificador coclear aumenta, levando à produção de um som. Várias linhas de evidência sugerem que, em mamíferos, as células ciliadas externas são os elementos que aumentam a sensibilidade coclear e a seletividade de frequência e, portanto, agem como fontes de energia para amplificação. Uma teoria é que eles agem para aumentar a discriminabilidade das variações de sinal no ruído contínuo, diminuindo o efeito de mascaramento de sua amplificação coclear.

## Emissões Otoacústicas Espontâneas
As emissões otoacústicas espontâneas são um sinais de banda estreita, de nível sonoro bem baixo, medidos na ausência de estimulação acústica deliberada. Elas ocorrem em cerca de 50% das orelhas em padrão normal. Esta tem muito pouca utilidade clínica, mas podem ter algumas implicações em pesquisas científicas. Enquanto as emissões otoacústicas espontâneas estão presentes em 100% das orelhas normais e são subdivididas em três tipos, de acordo com a natureza do estímulo utilizado.
As emissões otoacústicas espontâneas são sons emitidos pelo ouvido sem estimulação externa e mensuráveis com microfones sensíveis no meato acústico externo. As emissões otoacústicas espontâneas podem ser detectadas em aproximadamente 35 - 50% da população. Os sons são estáveis em frequência entre 500 Hz e 4500 Hz para ter volumes instáveis entre -30 dB NPS e +10 dB NPS. A maioria das pessoas não tem conhecimento de suas emissões otoacústicas espontâneas; porções de 1 - 9%, no entanto, a percebem como um zumbido irritante.

## Emissões Otoacústicas Evocadas
As emissões otoacústicas evocadas (EOE) são evocadas usando três metodologias diferentes.
- EOAs estímulo por frequência (EOAEF): são medidas durante a aplicação de um estímulo de tom puro sendo detectadas pela diferença vetorial entre a forma de onda do estímulo e a forma de onda registrada (que consiste na soma do estímulo e das EOA).
- EOAs evocados transientes (EOAT): são evocadas usando um estímulo clique (ampla faixa de frequência) ou tone burst (tom puro de curta duração). A resposta evocada de um clique cobre a faixa de frequência de até 4 kHz, enquanto um tone burst provocará uma resposta da região com a mesma frequência que o tom puro.
- EOAs produto de distorção (EOAPD): são evocadas usando um par de tons primários {\displaystyle f_{1}} e {\displaystyle f_{2}} com intensidade particular (geralmente 65 - 55 dB NPS ou 65 para ambos) e proporção ( {\displaystyle f_{1}{\mbox{ }}:{\mbox{ }}f_{2}})

Com as respostas evocadas desses estímulos ocorrem em frequências ({\displaystyle f_{dp}}) matematicamente sendo relacionadas às frequências primárias, sendo as duas mais proeminentes {\displaystyle f_{dp}=2f_{1}-f_{2}} (o tom de distorção "cúbico", mais comumente usado para triagem auditiva) porque produzem a emissão mais robusta e {\displaystyle f_{dp}=f_{2}-f_{1}} (o tom de distorção "quadrático" ou tom de diferença simples).
As emissões otoacústicas evocadas (EOAE), utilizadas na prática clínica, podem ser divididas em três: as transientes, a estímulo-frequência e as produto de distorção. As emissões otoacústicas transientes (EOAET) ocorrem decorrentes de um estímulo chamado de "click" que percorre uma faixa de frequência de 1000 a 4000 Hz, na qual, é um teste de alta sensibilidade utilizado para identificar se existe lesão de CCE. Caso exista alguma lesão, mesmo que mínima, as EOAET estarão ausentes. Esse teste dura em média 75 segundos para cada ouvido.
Enquanto as emissões otoacústicas estímulo-frequência são produzidas por tons puros contínuos e com características semelhantes. Entretanto, seu registro possui muitas dificuldades técnicas e o tempo de exame é maior, por isso, não é utilizado no ambiente clínico.
As emissões otoacústicas produto de distorção (EOAEPD) são a energia mecânica captada no canal auditivo externo originária da interação não-linear de dois tons puros simultâneos apresentados à cóclea. Os dois tons puros, em uma faixa de frequência que vai de 500 Hz a 8000 Hz, devem ser representados por f1 e f2, na qual f2 é maior que o f1, sendo o principal harmônico 2f1-f2 e a razão deve ser de f2 por f1 de aproximadamente 1,22.

### Emissões Otoacústicas Evocadas Transientes

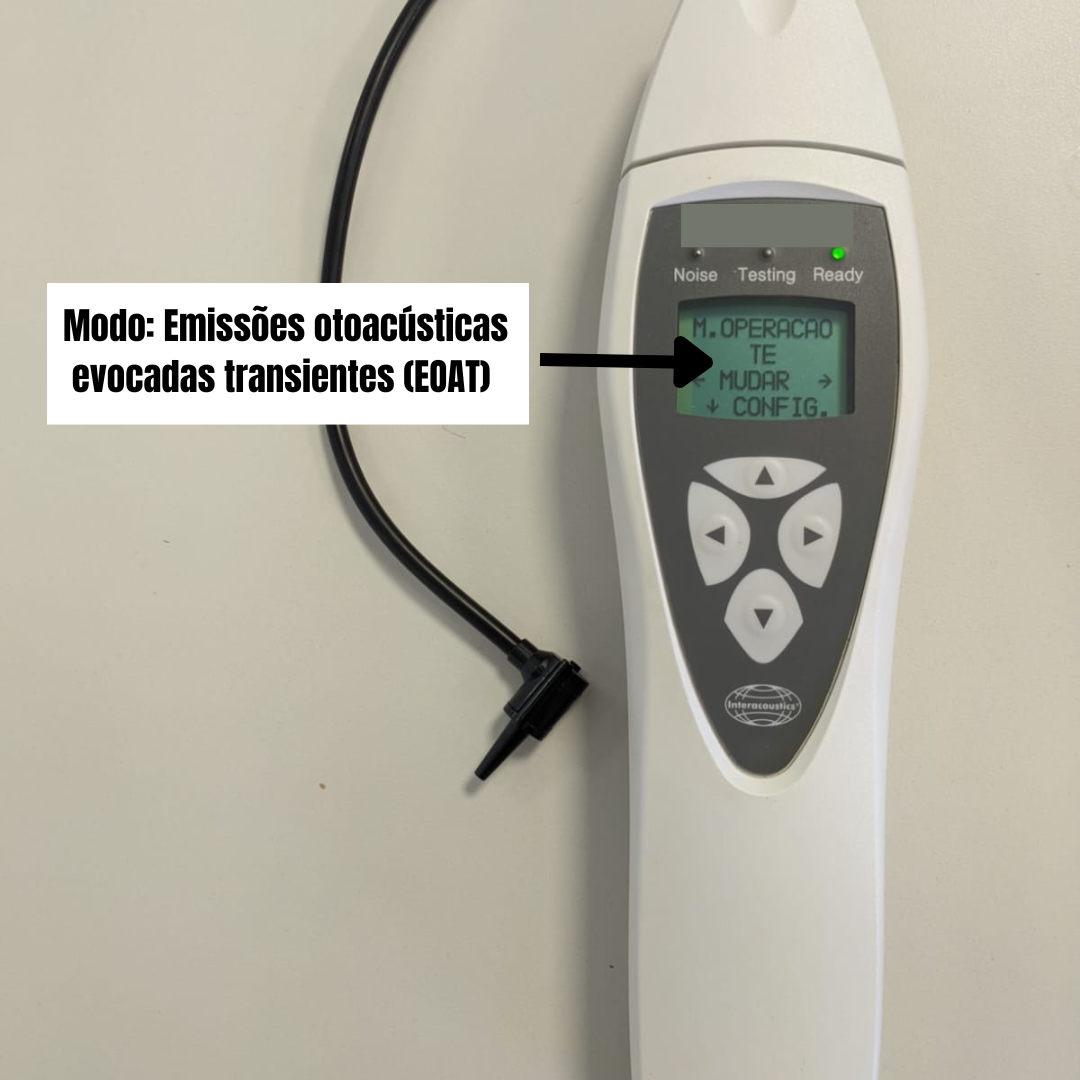
Equipamento portátil de Emissões Otoacústicas Modo:Emissões otoacústicas evocadas transientes (EOAT)

Emissões otoacústicas evocadas transientes (EOAT) são sons de fraca intensidade produzidos pela cóclea em resposta à apresentação de um estimulo sonoro. As EOAT apresentam componentes ocorrendo em curta e longa latência, sendo os de curta latência em frequências altas (4 kHz e 5 kHz) e os de longa latência em frequências baixas (1kHz).
Para o registro das EOAT a sonda deve apresentar dois tubos, um para emitir o estímulo (transdutor) e um para captar as emissões (microfone). Pode-se ser utilizado o estímulo clique ou  tone burst, na prática clínica o estímulo mais utilizado é o clique já que este estimula a cóclea como um todo com máxima sincronia, permitindo uma melhor visualização do registro promovido.
Registro de resposta
O registro da deve acontecer alguns milissegundos após a apresentação do estímulo, assim,  a ressonância inicial do transdutor e do conduto auditivo externo é excluída. Geralmente se utiliza a janela de 2,5 ms á 20,5 ms após estímulo.
As respostas obtidas podem ser aceitas e arquivadas nas memórias A e B ou rejeitadas, as EOA são sons de fraca intensidade, dessa forma,  qualquer som próximo a 45 dBNPS que não sejam o estímulo deve ser rejeitado. O equipamento armazena os sons captados no conduto auditivo e os apresenta com formato da onda sonora registrada nas duas memórias (A e B).
Ruído
Existem dois tipos de ruído, o Noise Input que é a média da intensidade do ruído captado pelo microfone, e o Noise XN que é o número total de grupos de estímulos rejeitados durante a amostra.
Resposta
É considerada a verdadeira emissão o espectro da resposta comum para os traçados A e B (análise Fast Fourier Transformation) , o espectro da emissão contém frequências entre 0,5 kHz e 4,5 kHz.
Os valores de reprodutibilidade e relação emissão/ruído são obtidos através de filtragem do som captado em banda de frequência de 1,5 oitava centrada na frequência apresentada, esses dois parâmetros são apresentados entre 1 e 5 kHz. Quanto maior a reprodutibilidade e a relação emissão/ruído positiva, mais indicativo de presença de EOA.
Análise da resposta.
Para análise das EOAT se utiliza a reprodutibilidade por frequência e a relação sinal/ruído por frequência. Os parâmetros de análise para definir a presença das EOA são diferentes em cada faixa etária.
Dessa forma, em neonatos o valor de normalidade para reprodutibilidade (%) é em geral  ≥ 70, e a relação sinal/ruído(dB) em 1 kHz  ≥ 5 e nas demais frequências de  ≥ 7, em crianças a reprodutibilidade (%) é em geral  ≥ 70, e a relação sinal/ruído(dB) em 1 kHz  ≥ 3 e nas demais frequências de  ≥ 5, e em adultos reprodutibilidade (%) é em geral  ≥ 50, e a relação sinal/ruído(dB) em 1 kHz  ≥ 3 e nas demais frequências de  ≥ 3.
Determina-se presença de EOA quando a reprodutibilidade e a relação sinal/ruído apresentam valores dentro do esperado.

### Emissões Otoacústicas Evocadas Produto de Distorção
Emissões Otoacústicas Evocadas Produto de Distorção (EOAPD) são a resposta produzida pela cóclea em função de dois tons puros (f1 e f2) com intensidade moderada (55-65 dB) que são apresentados de forma simultânea com frequências sonoras muito próximas (relação entre f2/f1 = 1,22).
As EOAPD são uma consequência da natureza não-linear da cóclea, que a partir da apresentação de um estímulo sonoro, composto por dois tons, produz energia diferente do sinal apresentado.

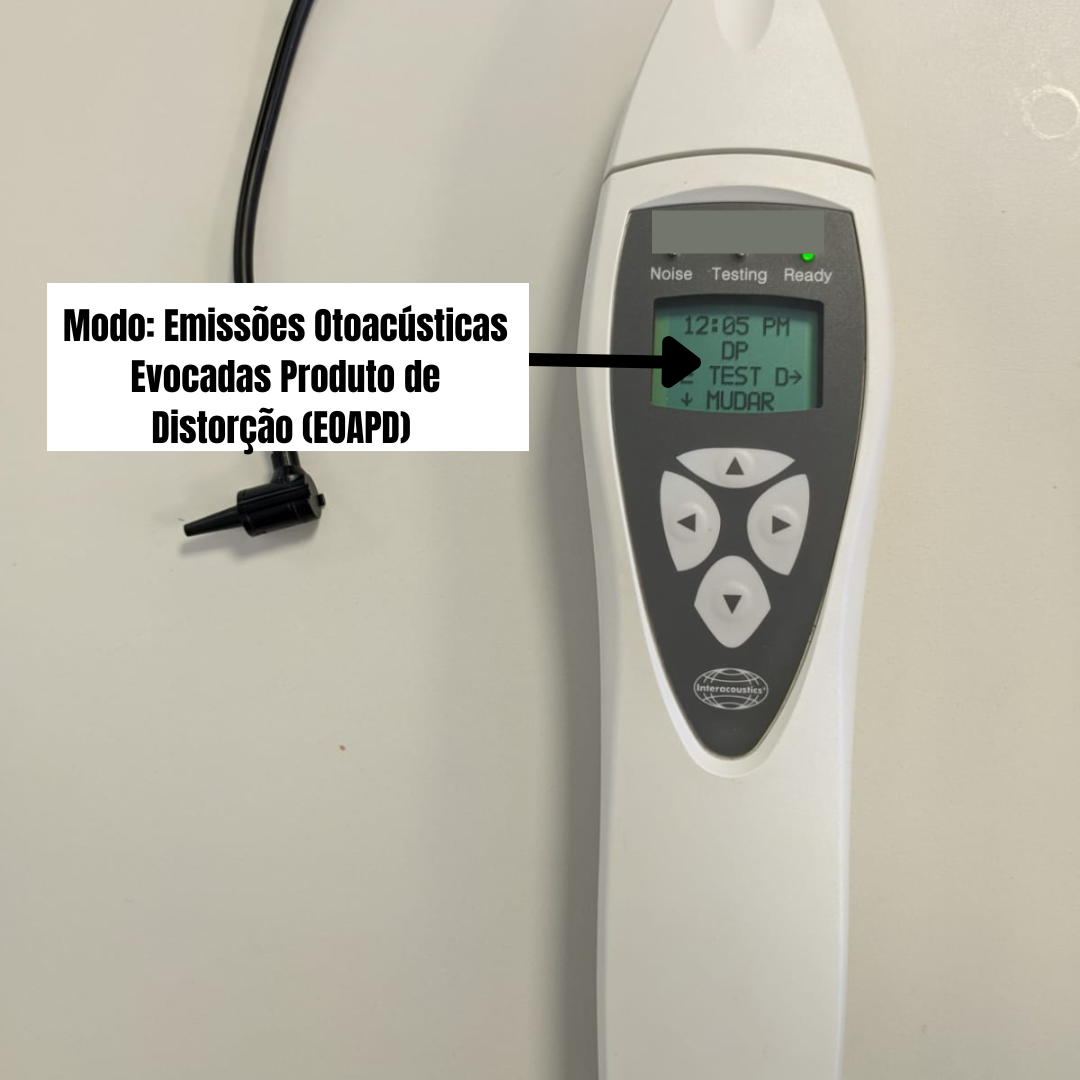
Equipamento portátil de Emissões Otoacústicas Modo: Emissões Otoacústicas Evocadas Produto de Distorção (EOAPD)

De forma que o produto de distorção é resultado da incapacidade da cóclea em amplificar dois sinais diferentes, levando a ocorrência de uma intermodulação, que ocasiona um sinal tonal que não estava presente nos tons puros evocados. Com algumas pesquisas apontando para a possibilidade de geração das EOAPD pela não linearidade dos feixes estereociliares das células ciliadas externas.
A cóclea produz diferentes produtos de distorção como resposta à estimulação bitonal, com a relação 2f1-f2 (diferença cúbica tonal) sendo comumente mais utilizada clinicamente por apresentar a maior resposta detectada. De modo que, a partir de dois tons puros primários de frequências f1 (mais baixa) e f2 (mais alta) apresentados, respectivamente, nas intensidades L1 (menor e tipicamente em 65 dB) e L2 (maior e tipicamente em 55 dB).
O registro da resposta é realizado pela inserção de uma sonda no meato acústico externo com dois geradores de sinal e um microfone. A resposta é registrada em função das frequências primárias, com 2f1-f2 correspondendo a região de máxima resposta do estado de funcionalidade coclear, por exemplo, com f1 = 3165Hz e f2 = 3833Hz (razão entre f2/f1 = 1,22) que resulta em 2f1-f2 = 2498Hz (resposta da região testada).

#### Critérios de análise das EOAPD
A resposta é considerada presente na avaliação das EOAPD quando estiver presente entre 3 a 6 dB acima do ruído e amplitude dentro dos padrões de normalidade, que depende da relação entre os estímulos tonais e a intensidade de apresentação. Com pesquisas, considerando a apresentação do estímulo em F1 de 65 dB e F2 de 55 dB, indicando como critérios clínicos de análise das respostas produto de distorção:
- Amplitude de resposta: valor da medida positivo e acima de 5 dBNPS para indivíduos com audição normal e abaixo de -10 dB para caracterização de casos de perda auditiva, com outros autores apontando para normalidade do valor da amplitude entre -3 e 3 dB (possibilidade de audição normal ou caracterização de perda auditiva até 40 dB);[22]
- Amplitude do ruído: valor da medida deve ser negativa (relação sinal-ruído), indicando boas condições de teste; e
- Amplitude resposta-ruído: acima de 6dB.

Com a relação entre os achados das EOAPD e possíveis diagnósticos podendo ser resumidos com base na comparação da amplitude da resposta, nível de ruído e relação sinal-ruído.
| Amplitude | Ruído    | Relação sinal-ruído | Possível diagnóstico |
| --------- | -------- | ------------------- | -------------------- |
| positiva  | negativo | > 6 dB              | normal               |
| negativa  | negativo | < 6 dB              | perda auditiva       |
| positiva  | positivo | < 6 dB              | incoclusivo          |
| negativa  | negativo | > 6 dB              | incoclusivo          |

Além disso, outros parâmetros de análise das EOAPD que devem ser considerados são: o Dpgram, a curva de crescimento/razão de crescimento e o latenciograma.

#### Dpgram
O Dpgram ou cócleograma é um gráfico que apresenta as amplitudes de resposta (em dbNPS) mensuradas a partir da variação de f1 e f2 com base em níveis de intensidade sonora fixos (F1=F2=70 dB ou F1=65 dB e F2 = 55 dB) com F2/F1 = 1,22. De forma a fornecer uma avaliação rápida da função das células ciliadas externas nas frequências sonoras selecionadas, assim, caso a alteração do paciente seja estritamente coclear a configuração da curva do Dpgram assemelha-se à curva audiométrica.
Assim, o gráfico Dpgram pode ser comparado ao audiograma, dado que apresenta as amplitudes de resposta (em dB NPS) medidas nas frequências sonoras testadas. A amplitude de resposta tipicamente utilizada nas análises clinicas situada entre 0 e 10 dBNPS em indivíduos adultos e 20 dBNPS em neonatos.
Com a alteração coclear podendo ser considerada quando a resposta estiver ausente (abaixo do ruído) ou presente, porém fora dos padrões de normalidade, como nos casos de perdas auditiva de grau leve (de 20 a menor que 35 dB) ou moderado (de 35 a menor que 50dB). De forma que as EOAPD não tem sido indicadas como método primário de avaliação para a triagem auditiva de neonatos, com a recomendação de redução dos níveis de intensidade sonora (L1 = 65 dB e L2 = 55 dB) para a avaliação de recém-nascidos.

#### Curva de crescimento/razão de crescimento
A curva de crescimento/razão de crescimento ou "Input-Output function" (Growth Rate), corresponde a amplitude do produto de distorção medida com base em valores fixos de f1 e f2 e decrescendo-se os níveis de intensidade, até o desaparecimento da resposta.

#### Latenciograma
O latenciograma é o cálculo da latência das emissões, medidas em microssegundos (ms), em relação às frequências sonoras, com a latência decrescendo com o aumento da frequência pela disposição das frequências na cóclea (tonotopia).

#### Importância clínica das EOAPD
As EOAPD são um método objetivo e não invasivo de avaliação do funcionamento das células ciliadas externas, indicadas para avaliação complementar em casos de ausência da detecção de Emissões Otoacústicas Transientes (EOAT). Destaca-se como vantagem na realização das EOAPD é maior especificidade de frequência, avaliando a função coclear desde a espira basal até a porção apical da cóclea por meio da variação das frequências primárias utilizadas.
Com as EOAPD fornecendo informações mais precisas para as frequências acima de 2000Hz, até 6000Hz ou 8000Hz, e com a resposta em frequências baixas apresentando maior dificuldade de detecção em função de ruído (externo do ambiente ou interno do paciente). A resposta em 8000Hz tende a apresentar distorção em vista de necessidade de maior tensão elétrica no alto-falante.

## Aplicação clínica

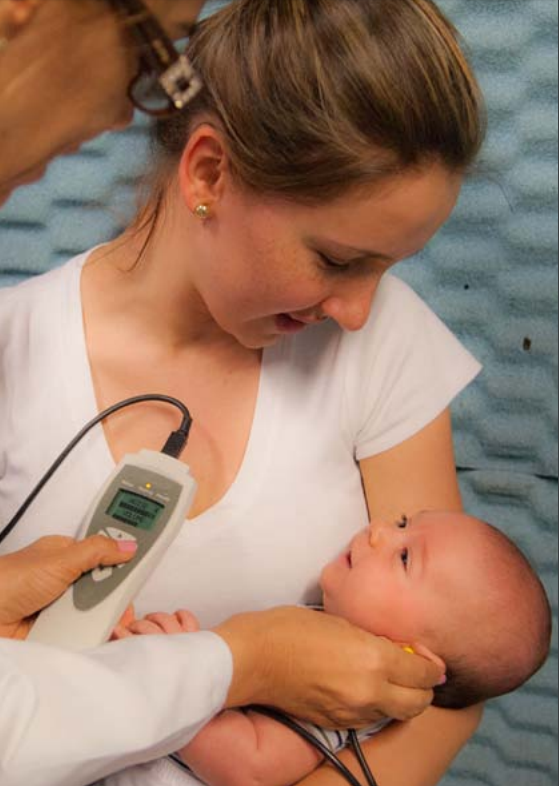
Triagem auditiva neonatal

As emissões otoacústicas podem ser registradas em 98% das orelhas de indivíduos adultos com audição normal, independente da idade e do sexo, e de acordo com alguns autores, as EOA podem ser detectadas em recém-nascidos na mesma proporção. Existem fatores que podem interferir no exame como alterações no conduto auditivo externo, modificações de orelha média, problemas com o equipamento, má colocação da sonda e excesso de ruído, por exemplo. A relação sinal ruído do exame deve estar acima de 3 dB na frequência de 1000 Hz e acima de 6 dB nas demais frequências em criança menor que dois anos de idade, enquanto para adultos é essencial que esteja maior que 3 dB em todas as faixas de frequência. As EOA podem ser registradas em indivíduos com limiares auditivos melhores de 20 a 30 dB, servindo para confirmar a integridade do mecanismo coclear. Por suas características supracitadas, como rapidez e por não ser invasivo, torna-se um teste ideal para os programas de triagem, principalmente, a triagem neonatal. É importante salientar que a captação das emissões otoacústicas é muito importante e significativo para estudo da função coclear. 
As emissões otoacústicas são clinicamente importantes porque são a base de um teste simples e não invasivo detecção de perda auditiva coclear em bebês recém-nascidos e em crianças ou adultos que não conseguem ou não desejam cooperar durante os testes auditivos convencionais. Muitos países ocidentais agora têm programas nacionais para a triagem auditiva universal de bebês recém-nascidos. A realização da triagem auditiva neonatal é preconizada pelo Brasil antes da alta da maternidade. O programa periódico de exames auditivos na primeira infância também utiliza a tecnologia EOA. Um excelente exemplo foi demonstrado pela Iniciativa de Extensão na Audição na Primeira Infância, do Centro Nacional de Avaliação e Gerenciamento Auditivo (NCHAM) da Universidade Estadual de Utah (EUA), que ajudou centenas de programas detecção precoce nos Estados Unidos a implementar a triagem e acompanhamento de EOA em ambientes educacionais da primeira infância. A ferramenta de triagem primária é um teste para a presença de uma EOA evocada por clique. As emissões otoacústicas também auxiliam no diagnóstico diferencial de perdas auditivas cocleares e de nível superior (por exemplo, neuropatia auditiva).

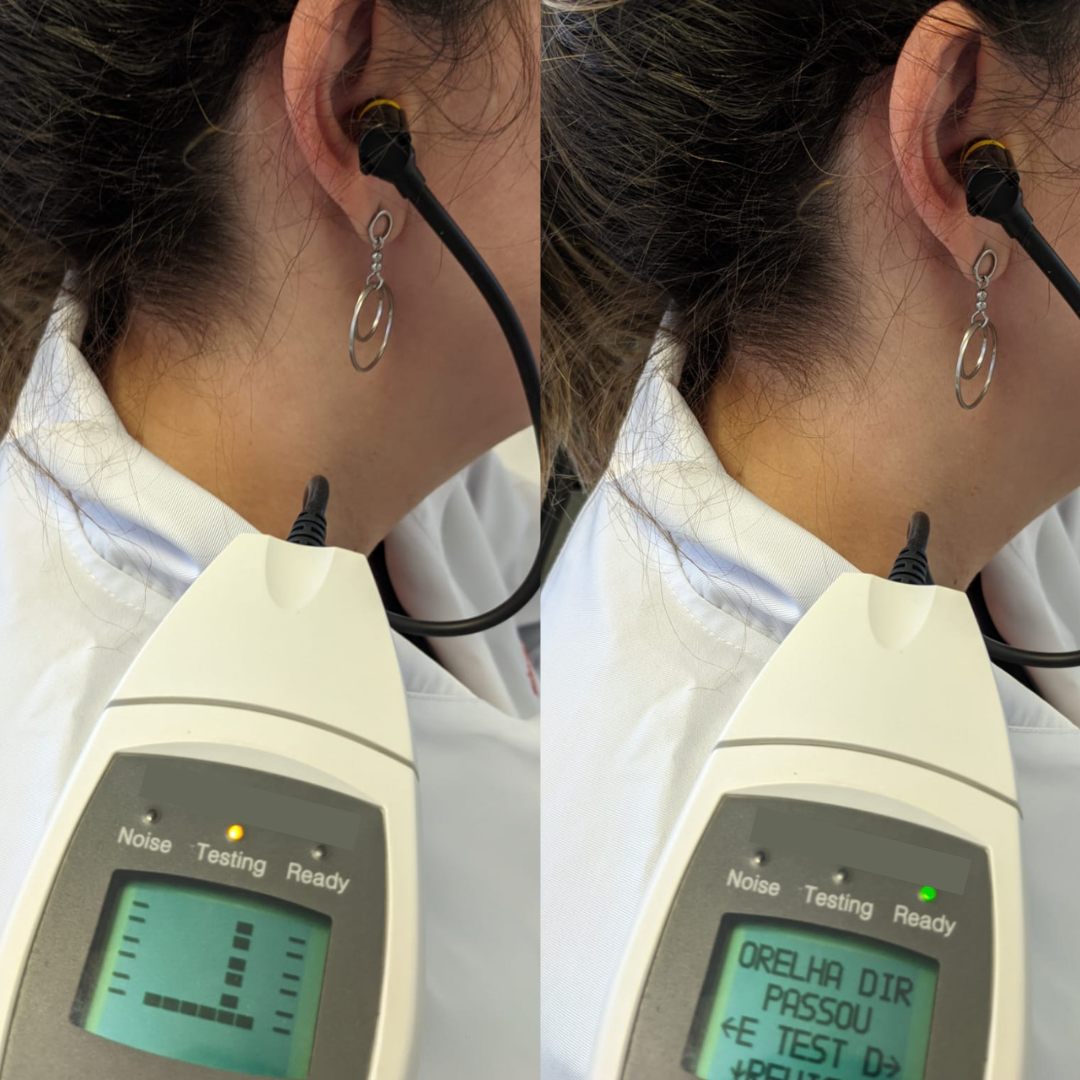
Avaliação das Emissões Otoacústicas Evocadas Transientes (EOAT) em um adulto através de um equipamento portátil

As relações entre emissões otoacústicas e zumbido foram exploradas. Vários estudos sugerem que em cerca de 6% a 12% das pessoas com audição normal com zumbido e emissões otoacústicas evocadas espontâneas, as emissões seriam pelo menos parcialmente responsáveis pelo zumbido. Estudos descobriram que alguns indivíduos com zumbido exibem emissões espontâneas oscilantes ou vibrantes e, nesses casos, é hipotético que as emissões oscilantes e o zumbido estejam relacionados a uma patologia subjacente comum, em vez de as emissões serem a fonte do zumbido.
Em conjunto com o teste audiométrico, o teste de EOA pode ser complementar para determinar as alterações nas respostas. Estudos descobriram que a exposição a ruído pode causar um declínio nas respostas das EOA. As EOAs são uma medida da atividade das células ciliadas externas na cóclea, e a perda auditiva induzida pelo ruído (PAIR) ocorre como resultado de danos às células ciliadas externas na cóclea. O dano ou a perda de algumas células ciliadas externas provavelmente aparecerão nas EOAs antes de aparecer no audiograma.  Estudos demonstraram que, para alguns indivíduos com audição normal expostos a níveis sonoros excessivos, apresentaram menores, reduzidas ou ausentes EOAs.  Em um estudo, um grupo de indivíduos com exposição a ruído foi comparado a um grupo de indivíduos com audiogramas normais e com histórico de exposição ao ruído, bem como a um grupo de recrutas militares sem histórico de exposição a ruído e audiograma normal. Eles descobriram que um aumento na severidade da PAIR resultou em EOAs com uma faixa menor de emissões e amplitude reduzida. Verificou-se que a perda de emissões devido à exposição a ruído ocorreu principalmente nas altas frequências, sendo mais proeminente nos grupos que apresentaram exposição a ruído em comparação ao grupo não exposto. Verificou-se que as EOAs eram mais sensíveis à identificação de dano coclear induzido por ruído do que a audiometria tonal liminar.  Em suma, o estudo identificou as EOAs como um método para ajudar na detecção do início precoce da PAIR.
Tem sido demonstrado que as emissões otoacústicas produto de distorção (EOAPD) fornecem o máximo de informações para a detecção de perda auditiva em altas frequências, quando comparadas às emissões otoacústicas evocadas transientes (EOAT). Isso é uma indicação de que as EOAPD podem ajudar na detecção precoce de PAIR. Um estudo que mediu limiares audiométricos e EOAPDs entre indivíduos nas forças armadas mostrou que houve uma diminuição nos EOAPDs após a exposição a ruído, mas não mostrou uma alteração no limiar audiométrico. Isso suporta as EOAs como preditora de sinais precoces de danos causados pelo ruído.

## Importância biométrica
Em 2009, Stephen Beeby, da Universidade de Southampton, liderou pesquisas sobre a utilização de emissões otoacústicas para identificação biométrica. Os dispositivos equipados com um microfone podem detectar essas emissões subsônicas e potencialmente identificar um indivíduo, fornecendo acesso ao dispositivo, sem a necessidade de uma senha tradicional. Especula-se, no entanto, que resfriados, medicamentos, aparar os pelos da orelha ou gravar e reproduzir um sinal no microfone podem subverter o processo de identificação.